# Keo ong

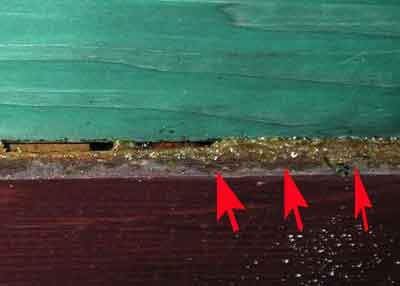
Keo ong

Keo ong (tiếng Anh: propolis, bee glue) là một hỗn hợp mà ong mật 
thu thập từ các chồi cây, nhựa cây, và các nguồn thực vật khác. Nó được sử dụng như một chất trám cho các không gian mở không mong muốn trong tổ ong. Keo ong được sử dụng để lấp kín những khoảng trống nhỏ (khoảng 6 mm hoặc ít hơn), trong khi các không gian lớn hơn thường được lấp đầy với sáp ong. Màu sắc của nó tùy thuộc vào nguồn thực vật của nó, trong đó màu nâu sẫm là phổ biến nhất. Keo ong khá dính ở nhiệt độ phòng, 20 °C (68 °F). Ở nhiệt độ thấp, nó trở nên cứng và rất giòn.
Các phân tử có hoạt tính y dược trong keo ong là chất flavonoid, axit phenolic và este của chúng. Các thành phần này có nhiều tác dụng chống lại vi khuẩn, nấm và virus. Ngoài ra, keo ong và các thành phần có trong keo ong có tác dụng chống viêm và điều hòa hoạt động của hệ miễn dịch. Hơn nữa, chúng đã được chứng minh là có khả năng làm giảm huyết áp cao và lượng cholesterol trong cơ thể. Các nghiên cứu khác về tác dụng của keo ong vẫn đang tiếp tục được thực hiện.